# Geoffroi de Porhoët
Geoffroi de Porhoët (mort en 1131) fut vicomte de Porhoët de 1116 environ à 1131.

## Biographie
Geoffroi de Porhoët est le second fils de Eudes ou Eudon Ier vicomte de Rennes et seigneur de Porhoët et de son épouse Emma ou Anne de Léon. Il succède à la tête de la vicomté de Porhoët à son frère Joscelin II mort vers 1114. Vaste territoire difficile à garder dans une seule seigneurie, la vicomté de Porhoët est démembrée en 1120 lorsque Geoffroi concède à son frère Alain, à titre d'apanage, la partie occidentale située sur la rive droite de l'Oust, sauf Ploërmel et les environs de Josselin, ce qui devient alors la vicomté de Rohan. Il reçoit du roi Henri Ier du royaume d'Angleterre des domaines dans le Devonshire. Avant de mourir il prend l'habit monastique et donne aux moines de Saint-Martin de Josselin sa part de dîmes de la paroisse de Guillac. 
Il épouse une certaine Havoise/Hadvise qui lui donne plusieurs enfants.
- Eudon II de Porhoët[4].
- Joscelin mort après 1153.
- Alain († 1190) épouse Alix de Beaumais et hérite des domaines en Angleterre où il fait souche (ancêtre des barons Zouche).
- Amice, épouse Guillaume de Montfort.
- Étienne de Gosselin qui se nomme lui-même « Stephanus de Castro Gosceline ».

## Source
- Frédéric Morvan Les Chevaliers bretons. Entre Plantagenets et Capétiens du milieu du XIIe au milieu du XIIIe siècle COOP Breizh 2014,  (ISBN 9782843466700).